# Wypukłość funkcji
Wypukłość i wklęsłość funkcji – własności funkcji mówiące o położeniu jej wykresu względem stycznej do niego w danym punkcie. Jeśli wykres znajduje się
- nad styczną – mówimy, że jest wypukła,
- pod styczną – mówimy, że jest wklęsła.

## Definicja

### Wypukłość
Funkcję rzeczywistą {\displaystyle f} określoną na zbiorze wypukłym {\displaystyle C} nazywamy wypukłą, jeżeli
{\displaystyle \forall _{x_{1},x_{2}\in C}\ \forall _{\alpha ,\beta \in [0,1],\,\alpha +\beta =1}\ f(\alpha x_{1}+\beta x_{2})\leqslant \alpha f(x_{1})+\beta f(x_{2}).}
Jeśli {\displaystyle C} jest przedziałem, to geometryczny sens powyższej nierówności jest następujący: łuk wykresu funkcji łączący dowolne dwa punkty {\displaystyle P,Q} tego wykresu leży poniżej lub na cięciwie {\displaystyle PQ}.

### Wklęsłość
Funkcję {\displaystyle f\colon C\to \mathbb {R} } nazywamy wklęsłą w tym przedziale, jeżeli w powyższej definicji słowo poniżej zastąpimy przez powyżej, czyli innymi słowy zmienimy zwrot nierówności. Jeszcze inaczej: funkcja {\displaystyle f} jest wklęsła, jeśli funkcja {\displaystyle -f} jest wypukła.

## Terminologia
Niewielka liczba autorów nazywa funkcje wypukłe w sensie powyższej definicji wklęsłymi i na odwrót; spotyka się też określenia wypukła w dół i wypukła w górę na funkcje wypukłą i wklęsłą odpowiednio.
Zastępując nierówności w definicji wypukłości (wklęsłości) przez nierówności ostre definiujemy funkcje ściśle wypukłe (ściśle wklęsłe)

## Własności i warunki równoważne wypukłości
Załóżmy, że {\displaystyle f:I\rightarrow \mathbb {R} } jest funkcją jednej zmiennej, a {\displaystyle I\subseteq \mathbb {R} } jest niepustym przedziałem.
- Funkcja {\displaystyle f} jest wypukła, wtedy i tylko wtedy, gdy dla dowolnie ustalonych {\displaystyle a,b,c\in I} takich, że {\displaystyle a<b<c} zachodzi{\displaystyle {\frac {f(b)-f(a)}{b-a}}\leq {\frac {f(c)-f(b)}{c-b}}}. Taka charakteryzacja funkcji wypukłej przydatna jest do udowodnienia poniższej własności[2]. Dalej, zakładamy, że {\displaystyle I} jest niepustym przedziałem otwartym.
- Jeśli {\displaystyle f} jest wypukła w {\displaystyle I}, to {\displaystyle f} jest ciągła w tym przedziale.
- Funkcja wypukła jest kresem górnym rodziny funkcji liniowych mniejszych bądź równych od niej (punktowo)[potrzebny przypis].
- W szczególnym przypadku, gdy dla funkcji wypukłej {\displaystyle f} użyjemy w definicji {\displaystyle \alpha =\beta ={\frac {1}{2}}}, to dla dowolnych {\displaystyle x,y\in I} otrzymujemy nierówność {\displaystyle f\left({\frac {x+y}{2}}\right)\leq {\frac {f(x)+f(y)}{2}}}, która jest warunkiem słabszym od wypukłości. Tj. istnieją funkcje spełniające powyższy warunek, ale niewypukłe, np. funkcje rzeczywiste {\displaystyle \mathbb {Q} }-liniowe, ale nie {\displaystyle \mathbb {R} }-liniowe.
- Natomiast, jeśli funkcja {\displaystyle f} jest dodatkowo ciągła i spełnia warunek {\displaystyle f\left({\frac {x+y}{2}}\right)\leq {\frac {f(x)+f(y)}{2}}} dla wszystkich {\displaystyle x,y\in I}, to jest ona wypukła[3].

## Funkcja różniczkowalna
Jeśli funkcja {\displaystyle f} jest funkcją różniczkowalną określoną na przedziale otwartym, można podać równoważne definicje opierające się na pojęciu stycznej.

### Wypukłość
Funkcja {\displaystyle f(x)} jest wypukła w przedziale {\displaystyle (a,b)} wtedy i tylko wtedy, gdy wykres funkcji leży ponad wykresem stycznej dla każdego punktu {\displaystyle x_{0}} z przedziału {\displaystyle (a,b).} W przypadku funkcji różniczkowalnej zapisuje się to wzorem
{\displaystyle \forall _{x,x_{0}\in (a,b)}\;f(x)-f(x_{0})\geqslant f'(x_{0})(x-x_{0}).}
Równanie stycznej do krzywej {\displaystyle y=f(x)} w punkcie {\displaystyle x_{0}} ma postać: {\displaystyle y=f(x_{0})+f'(x_{0})(x-x_{0}).}
Jeśli funkcja {\displaystyle f(x)} jest dwukrotnie różniczkowalna na {\displaystyle (a,b),} to aby była ona wypukła (wklęsła ku dołowi) w przedziale {\displaystyle (a,b),} wystarczy żeby jej druga pochodna w tym przedziale była nieujemna: {\displaystyle \forall _{x\in (a,b)}\;f''(x)\geqslant 0.}

### Wklęsłość
Funkcja {\displaystyle f(x)} jest wklęsła w przedziale {\displaystyle (a,b)} wtedy i tylko wtedy, gdy wykres funkcji leży pod wykresem stycznej dla każdego punktu {\displaystyle x_{0}} z przedziału {\displaystyle (a,b).}
W przypadku funkcji różniczkowalnej zapisuje się to wzorem:
{\displaystyle \forall _{x,x_{0}\in (a,b)}\;f(x)-f(x_{0})\leqslant f'(x_{0})(x-x_{0}).}
Jeśli funkcja {\displaystyle f(x)} jest dwukrotnie różniczkowalna na {\displaystyle (a,b),} to aby była ona wklęsła (wypukła ku górze) (w przedziale {\displaystyle (a,b)}), wystarczy żeby druga pochodna w tym przedziale była niedodatnia: {\displaystyle \forall _{x\in (a,b)}f''(x)\leqslant 0.}

### Punkt przegięcia
Jeżeli z jednej strony punktu {\displaystyle x_{0}} funkcja jest wypukła zaś z drugiej wklęsła, to {\displaystyle x_{0}} nazywamy punktem przegięcia krzywej.
O ile druga pochodna w punkcie {\displaystyle x_{0}} istnieje, warunkiem koniecznym na to aby punkt {\displaystyle x_{0}} był punktem przegięcia funkcji {\displaystyle f} jest:
{\displaystyle f''(x_{0})=0.}
Nie jest to jednak warunek wystarczający, gdyż w punkcie {\displaystyle x_{0}} musi nastąpić zmiana znaku drugiej pochodnej.
Przykład
Rozważmy funkcję rzeczywistą {\displaystyle f(x)=x^{4}.} Jej druga pochodna {\displaystyle f''(x)=12x^{2}} zeruje się jedynie w punkcie {\displaystyle x_{0}=0.} W tym punkcie nie następuje jednak zmiana znaku drugiej pochodnej co oznacza, że funkcja {\displaystyle f} nie ma punktów przegięcia. Ponadto druga pochodna jest nieujemna w całej dziedzinie, więc funkcja {\displaystyle f} jest funkcją wypukłą w całej dziedzinie.